# ネブラセタム
ネブラセタム(Nebracetam)は、ラセタム系のスマートドラッグで、抗うつ薬(M1アセチルコリン受容体アゴニスト)である。